# Wrocław: Libacja na skwerku

Wrocław: Libacja na skwerku
Policjanci dostali dzisiaj zgłoszenie, że na skwerku w jednym z wrocławskich parków grupka mężczyzn pije alkohol.
Gdy funkcjonariusze przyjechali na miejsce okazało się, że nikogo tam nie ma.

Wrocław: Libacja na skwerku – tytuł notki prasowej, która 21 sierpnia 2010 ukazała się w internetowym wydaniu „Gazety Wrocławskiej”.
Dwuzdaniowy tekst opisywał rzekome zdarzenie z Wrocławia, jakim miał być przyjazd policji do jednego z parków, gdzie kilku mężczyzn miało spożywać alkohol. W momencie przyjazdu nikogo jednak we wskazanym miejscu nie było. Autorką notki podpisanej jako MJU była Martyna Jurkiewicz. Jak uzasadniała, opublikowała ją ze względu na wyśrubowany przez przełożonych wymóg liczby tekstów publikowanych podczas 12-godzinnych dyżurów – cztery na godzinę – w dniach, kiedy w mieście niewiele się działo.
Banalność i absurdalność depeszy zaczęły symbolizować spadek jakości mediów, które skupiały się na liczbie publikowanych informacji, a nie ich jakości. Notka zyskała dużą popularność i zaczęła żyć także jako viral i mem internetowy. Nawiązywano do niej w żartach primaaprilisowych, happeningach, kampaniach reklamowych, tytułach innych artykułów.  Sama „Gazeta Wrocławska” tekst potraktowała jako żartobliwą wpadkę. Sformułowanie „libacja na skwerku” trafiło do języka codziennego. Media od co najmniej 2015 odnotowują rocznicę opublikowania depeszy.